# 冼豪輝
冼豪輝（英語：Henry Sin Ho-fai，1992年11月19日—），前香港葵青區議會偉盈選區議員，曾擔任公民黨新界西支部副主席及青年公民新界西行動召集人，生於香港；畢業於香港理工大學，以一級榮譽成績取得社會政策及行政文學士學位。專長於研究社會政策及永續發展，提倡社會創新解決社會問題。前公民黨執行委員會成員（政策倡議）。

## 生平
2013年，冼豪輝加入公民黨。
2016年，畢業於香港理工大學，以一級榮譽成績取得社會政策及行政文學士學位。
2016年7月，冼豪輝聯同郭家麒代表公民黨參加2016年香港立法會選舉出戰新界西選區並排在名單次席。
2016年11月，他當選為公民黨執行委員會成員（政策倡議）。
2019年11月勝出區議會葵青偉盈選區，並於2020年1月就任。
2020年12月，與另一公民黨成員譚家浚宣布退出公民黨。
2021年7月8日，辭任葵青區議員，即日生效。

## 外部連結
- 冼豪輝 Facebook （页面存档备份，存于）